# Itasaundersia robusta
Itasaundersia robusta är en tvåvingeart som beskrevs av Townsend 1927. Itasaundersia robusta ingår i släktet Itasaundersia och familjen parasitflugor. Inga underarter finns listade i Catalogue of Life.